# Gilera SMT
La Gilera SMT e la Gilera RCR sono due modelli di motocicletta prodotti della Gilera dal 2003 al 2019 con la stessa base meccanica in comune derivata dalla Derbi Senda e destinate all'uso nel motard e nell'enduro.
Si tratta di due modelli classificati come ciclomotori e destinati ai quattordicenni italiani essendo guidabili con la patente AM; montano un motore da 49,9 cm³ a 2 tempi con raffreddamento a liquido omologato Euro 2. Dal novembre 2017 il motore viene omologato Euro 4.
Esistono due varianti, la RCR da enduro e la SMT da motard. Della SMT esiste anche la versione SMT Racing' che, pur non avendo il Fanale posteriore a LED né la strumentazione digitale polifunzionale svetta per le soluzioni tecniche come la forcella da 41 mm con escursione da 195 mm, gli ammortizzatori anteriori in alluminio o i cerchi da 17".